# 77 (število)
77 (sédeminsédemdeset) je naravno število, za katero velja velja 77 = 76 + 1 = 78 - 1.

## V matematiki
- sestavljeno število.
- polpraštevilo.
- {\displaystyle 77=4^{2}+5^{2}+6^{2}\,\!}.
- 77 = 2 + 3 + 5 + 7 + 11 + 13 + 17 + 19.
- Ulamovo število {\displaystyle 77=8+69\,\!}.

## V znanosti
- vrstno število 77 ima iridij (Ir).

## Drugo

### Leta
- 477 pr. n. št., 377 pr. n. št., 277 pr. n. št., 177 pr. n. št., 77 pr. n. št.
- 77, 177, 277, 377, 477, 577, 776, 777, 877, 977, 1077, 1177, 1277, 1377, 1477, 1577, 1776, 1777, 1877, 1977, 2077, 2177